# 星界シリーズ
星界シリーズ（せいかいシリーズ）は、森岡浩之による日本のライトノベルシリーズ。イラストは赤井孝美が担当している。単行本は早川書房のハヤカワ文庫JAより刊行されている。『星界の紋章』は1996年4月から同年6月まで刊行された。続編『星界の戦旗』は同年12月から、短編集『星界の断章』は2005年7月から刊行され未完。第28回星雲賞日本長編部門受賞作で、関連書籍の累計発行部数は200万部を超えている。メディアミックスとしてテレビアニメ化、コミカライズ、ゲーム化などが行われている。

## あらすじ

### 星界の紋章

#### 第1巻
アーヴ率いる人類帝国の侵略により、実父である元首ロック・リンの降伏・叙爵にともない、主人公の少年ジントはロックの秘書にして育ての親であったティル・コリントと離れ離れになり、ヴォーラーシュ伯国デルクトゥーに送られた。7年後、アーヴ言語文化学院を卒業したジントは、帝都ラクファカールにある星界軍の主計修技館（ケンルー・サゾイル）に入学するため、巡察艦ゴースロスに乗り込む。彼を迎えに来た翔士修技生ラフィールは、皇帝の孫娘であった。いろいろあった末に友情を結んだ2人は、突如4ヵ国連合の一つである人類統合体の艦隊の攻撃を受けて脱出、その後ゴースロスは撃沈される。2人を乗せた連絡艇は、燃料補給のためフェブダーシュ男爵領へ到着するが、男爵により2人は引き離されジントは監禁されてしまう。

#### 第2巻
ジントが監禁されていることを知ったラフィールは男爵の家臣セールナイらと、ジントは共に監禁されていた前男爵スルーフと協力して脱出して合流する。追撃してきた男爵を倒した2人は、目的地のスファグノーフ侯国へ向かうが、惑星クラスビュールに不時着した時には、星系は人類統合体の占領下にあった。地上人に変装した2人を待ち受けていたのは、マルカ率いる帝国からの独立を夢見る「反帝国クラスビュール戦線」の面々であった。一方、4ヵ国連合の大使から抗議された皇帝ラマージュは、連合に対して宣戦布告した。

#### 第3巻
2人の着陸跡を発見した人類統合体軍は、2人と「戦線」との関連を突き止め、追跡を開始する。ルーヌ・ビーガ市警察のエントリュア警部は、統合体のカイト憲兵大尉とともに2人を追う。一方、スファグノーフ奪還のために帝国は大艦隊を派遣する。スファグノーフ門沖会戦が始まった。あちこちで追跡劇を繰り広げた2人を脱出させるために、「戦線」のメンバーは奇想天外な脱出法を提案する。2人は無事に救出され、帝都ラクファカールに到着する。そして3年後、主計修技館を卒業したジントはラフィールと再会する。ジントの故郷ハイド伯国は人類統合体に占領され、父ロックは処刑されてティルが星系首相になっていた。爵位を継いで晴れて翔士となったジントは、ラフィールと共に新しい突撃艦「バースロイル」に、艦長と部下として乗り組むのだった。

### 星界の戦旗

#### 第1巻
戦役の発端となった人類統合体の先制攻撃は、双方に甚大な損害を出し、艦隊の再建に3年を必要とした。再編成を終えた星界軍は、人類統合体領打通作戦「幻炎」を発動した。新米艦長として新設の突撃艦「バースロイル」に乗り込んだラフィールは、同じく書記として乗り込んだジント（父の死により爵位を継いだ）と共に、戦いに身を投じて行く。2人の直属の上司アトスリュア百翔長は、3年前にラフィールが殺したフェブダーシュ男爵の妹であった。担当領域のアプティック門は前線を遠く離れ、予備艦隊が駐留していた。

#### 第2巻
「幻炎」作戦は成功に終わり、引き続き殲滅戦「狩人」作戦が実行された。ただ、制圧星系が多すぎて、領主が足りなくなってしまった。そのため戦いの一方、狩人艦隊司令長官ビボース提督の気まぐれで、征服した惑星ロブナスIIの領主代行および領主副代行として赴いたラフィールとジントの2人であったが、そこは統合体の犯罪者強制収容所であった。ジントたちは、慣れないながら元人類統合体の刑務官たちと交渉するが、彼らの希望は他星系への移住だった。元々囚人たちの動向は不穏だったが、刑務官と女性囚の移送が最終段階に来た矢先、ついに刑務官たちが恐れていた反乱が起こり、ジントは囚われの身となってしまう。

#### 第3巻
「狩人」作戦終了で戦況は一時膠着し、2人はジントの故郷にして3ヵ国連合から帝国が奪還したハイド伯国（旧：ハイド星系）へと向かうが、待っていたのはとても好意的とは言えぬ歓迎であった。一方、星界軍はいまだ帝国に帰順しないハイド星系における戦略級演習を企画する。そしてついに、ジントは育ての親にして現・ハイド星系首相ティル・コリントと再会する。

#### 第4巻
戦争は7年目に突入した。平面宇宙における人類統合体領を孤立させるべく、二方面から打通する「双棘」作戦が発動された。ラフィールたちは襲撃艦「フリーコヴ」に乗り込み、バルケー王国から天川門群中心円まで打通する作戦部隊に所属し、ラフィールの弟ドゥヒールはもう一方の、狩人作戦によって獲得した新領土から天川門群中心円まで打通する作戦部隊に所属して、戦列艦「カイソーフ」に乗り込み快進撃を続けた。一方、アーヴ帝国の皇帝ラマージュは、中立を宣言していたハニア連邦大使ティン・クイハンから密約の話を持ちかけられるが、これは帝国の命運を決しかねない重大なものであった。そして、星界軍が人類統合体のマイラル星系を制圧後、新作戦「雪晶」へ移行して、新領土方面艦隊が再編された。一方、ジントは第一蹂躙戦隊ごと帝都ラクファカールへ呼び戻され、一人帝宮へ召還された。

#### 第5巻
4カ国連合軍の侵攻に対して帝都ラクファカール防衛が不可能と判断した皇帝ラマージュは、緊急遷都作戦「不死鳥」作戦を発動する。皇太子ドゥサーニュは不死鳥艦隊を率いて一路、臨時帝都となるバルケー王国のソトリュール鎮守府に向かう。帝都では避難の時間を稼ぐための帝都防衛団が召集され、上皇たちがその指揮官となっていた。ラマージュはラフィールに、帝国宝物・英雄芳名碑を臨時帝都に輸送せよと勅命を与えた後に、敵の侵攻をわずかでも遅らせるため近衛艦隊を率いて死地に赴く。一方、自部隊の孤立を確認したドゥヒールは、コトポニーからの命令書を携え雪晶第5艦隊司令部に出頭するのだった。

#### 第6巻
ラクファカール陥落から10年。八王国のうち4王国を奪われた帝国は、ついに反撃に乗り出す。ラフィールは、新皇帝ドゥサーニュから霹靂作戦（クファゼート・ロドルショト）の実行を命じられ、人民主権星系連合体撃滅へ向かう。一方、孤立していた「第二方面艦隊」司令長官ドゥビュースのもと、ドゥヒールは艦隊司令長官として重責を担うこととなる。

### 星界の断章
当初は『星界の紋章』外伝とされていたが、1999年発表の3作目「蒐集」より『星界の断章』と改名された。

#### 第1巻
創世
1999年発行の『S-Fマガジン』（第40巻2号・1999年2月号）への掲載が初出。
アーヴはいかにしてアーヴとなったのか。
超外伝・饗宴
1997年発行の『こうしゅうえいせい逆境』への掲載が初出。
ジントは帝都ラクファカールで年に2度開かれる饗宴「ソビーク」に参加した。
蒐集
1999年発行の『S-Fマガジン』（第40巻10号・1999年9月増刊号）への掲載が初出。
漂流船の救助と引き換えにアーヴが要求した意外な物。
超外伝・哺啜
2000年発行の『帝都情報局1への掲載が初出で、その際の題名は『星界の断章? 超外伝・哺啜』であった。
若き日のサムソンは、自らが大人になったことを証明するため、ある料理を作りにクレンメン山へ向かう。
君臨
1997年発行の『S-Fマガジン』（第38巻2号・1997年2月号）への掲載が初出。
レトパーニュ大公爵公女ペネージュが16歳になった日、母の大公爵アセーヌが、突然帝都へ旅立った。ペネージュにとっては教師でもある母から、留守中の課題が言い渡される。
超外伝・秘蹟
2000年発売のゲーム・ソフト『星界の紋章』への付録が初出。
帝国の主計修技館に入学したジントは、自分以外の学生は生まれながらのアーヴばかりで戸惑う。
夜想
『星界の戦旗読本』（早川書房、2001年 ISBN 4-15-208359-X）に発表。ソバーシュの交易時代を描く。
ソバーシュは交易のために立ち寄ったフェゼール伯国惑星ガーフェウで、あるものを見る。
なお、本編では曖昧、アニメ版では明確に女性と設定されたソバーシュは、この作品では明確に男性として描かれる。
超外伝・戦慄
2003年9月発売のWindows向けゲームソフト「星界の戦旗」付録として発表されたセルフパロディー。
交易から星界軍へ復帰したソバーシュは、不穏な動きを見せる従士たちの監視任務につく。
誕生
『SFマガジン』1996年8月号で発表。ラフィール誕生にかかわる物語。
ドゥビュースとレクシュは、探査船に乗ってかつての太陽系を訪れる。
暴君
2002年、原作者公認のファンクラブ「アーヴによる人類帝国」関西支部の冊子『天の遊戯』に収録したセルフパロディー。
スポール提督に仕える苦労人・クファディス参謀長と、今は亡き姉との関わりが描かれる。
接触
『星界の紋章 読本』（早川書房、1999年 ISBN 4-15-208211-9）に発表。アーヴによるハイド星系発見の経緯。
未探査の「門（ソード）」をさがす2人（＋1人）の探査屋たち。彼らが偶然見つけた門は、かつての恒星間宇宙船の動力源だった。
原罪
書き下ろし。アーヴの原罪である、「母都市の破壊」についての話。
ラフィールの修技館入学前の饗宴の日、父ドゥビュースは、彼女を先祖の墓地へ連れて行く。そして、ドゥビュースは「アーヴの原罪」について語り始める。

#### 第2巻
併呑
2005年10月発売の『星界の紋章ドラマCDボックス』付録。『紋章1』内のエピソードで、ハイド星系主席ロック・リンがハイド伯爵となる過程を描く。
交渉期限まであと20分。ロックは、流砂艦隊司令長官・帝国皇太子ドゥサーニュに対して驚くべき提案をする。それは、自分を領主にしてくれ、というものだった。
嫉妬
『星界の紋章フィルムブック1』（ハヤカワ文庫JA 663、2001年 ISBN 415030663X）に収録。上と同じく『紋章1』内のエピソード。ハイド星系の降伏後にヴォーラーシュ伯国惑星デルクトゥーに移り住んだリン・ジントの少年時代を描く。
ジントは、デルクトゥーのスポーツ・ミンチウのチームのメンバーだった。その仲間の一人が、「アーヴの真実」を教えてやるとジントらに言う。
着任
2005年12月発売の『星界の戦旗ドラマCDボックス』付録。『紋章3』のエピローグ直前のエピソード。ジントとサムソンとの出会いを描く。
最先任従士長だったサムソンは、悩んだ末に士族としてアーヴの一員となることを選ぶ。監督として突撃艦の模擬訓練を受けていたとき、彼はリンと名乗る若い書記と出会う。
童友
2006年2月発売の『星界の戦旗2ドラマCDボックス』付録。『戦旗1』の終わり近くのエピソード。『童戯』の続編であり、エクリュアと、幼馴染のサグゼールとの再会を描く。
アプティック門沖会戦が終わり、ヴォベイルネー鎮守府に待機していたエクリュアは、幼なじみのサグゼールと再会する。
転居
2006年4月発売の『星界の戦旗3ドラマCDボックス』付録。『戦旗2』の直後のエピソード。
ハイド伯国を帝国が奪還したのを受けて、ジントは領地の運営方法について元・フェブダーシュ男爵スルーフに教えを請う。
謀計
『星界の紋章フィルムブック3』（ハヤカワ文庫、2001年 ISBN 4-15-030668-0）に収録。星界軍・トライフ提督の物語。
修技生時代、トライフは不倶戴天の敵・カシュナンシュと談合せざるを得ない窮地に陥っていた。
球技
『星界の戦旗フィルムブック2』（ハヤカワ文庫、2001年 ISBN 4-15-030674-5）に収録。現・フェブダーシュ男爵ロイの、修技館入学前のエピソード。
フェブダーシュ男爵公女ロイは、アーヴ固有の球技ベルポウコスに熱中していた。ロイを指導する女性コセールとの関わりが描かれる。
訣別
『星界の紋章フィルムブック2』（ハヤカワ文庫、2001年 ISBN 4-15-030666-4）に収録。元・フェブダーシュ男爵領家臣フェグダクペ・グレーダには、悲しい過去があった。
惑星ミルケーズ出身の女性ハンナ・デリーズは、養育方針で夫と対立し、結果として愛する息子と離れ離れになってしまう。
童戯
『星界の戦旗フィルムブック1』（ハヤカワ文庫、2001年 ISBN 4-15-030672-9）に収録。エクリュアの少女時代を描く。
エクリュア一族は、帝都ラクファカールにある古い突撃艦で暮らしていた。「幽霊船」が見つかったことを知ったノールは、エクリュアの仲間たちと幽霊船に向かう。
祝福
『星界の戦旗フィルムブック3』（ハヤカワ文庫、2001年 ISBN 4-15-030678-8）に収録。『原罪』の直前のエピソード。
ラフィールが修技館入学資格を得た日。クリューヴ王宮には、皇帝以下帝国の貴顕たちが祝福のために集まっていた。ラフィールは、父から秘密にされている自分の遺伝子提供者が、ある人物だと確信していた。
変転
『SFマガジン』2006年4月号に発表。帝国の最後にして最大の内乱「ジムリュアの乱」の顛末。
一介の地上人から帝国地上軍元帥にまで登りつめたジムリュアことリンダ・ナルンは、ある理由からアーヴに対してコンプレックスを抱いていた。それは、次第に反乱の意思へ変わっていった。
墨守
書き下ろし。「空間放浪時代」に起こった、アーヴ創成期の記録消失事件の真相。
アーヴの宇宙船「アブリアル」は、交易のために惑星メルハバに到着した。しかし住民は、アーヴが人工生命体と知るや交易を打ち切ってしまう。そして、船王ドゥロイは、驚くべき命令を発する。

#### 第3巻
野営
伝統的に、星界軍は地上世界を知らないアーヴに地上生活を体感させるため、帝都の巨大人工惑星で訓練を行う。その地上で、ちょっとした事件が発生する。
「皇族の章」「貴族の章」「士族の章」の3章からなる。それぞれ初出は
- 2010年5月28日発売の「EMOTION the Best 星界の紋章 DVD-BOX」の付録に「野営〜ドゥサーニュの場合」として発表
- 2010年6月25日発売の「EMOTION the Best 星界の戦旗 DVD-BOX」の付録に「野営〜ペネージュの場合」として発表
- 2010年7月23日発売の「EMOTION the Best 星界の戦旗II・III DVD-BOX」の付録に「野営〜ノールの場合」として発表

出奔
2011年3月23日発売の「星界の断章オーディオドラマCDブック with 星界の紋章＆星界の戦旗」の付録として発表
13歳の時、ドゥヒールは家出を決意した。自立の方法はともかく、取り敢えず王宮を出ようと叔母の宇宙船に密航するが、彼も想像だにしなかった事態が起こる。
介入
2013年3月25日発売の「S-Fマガジン2013年5月号」に掲載
スーメイ人との間のとある契約によって危機に陥ったベリサリア星系に、アーヴの艦隊が「アーヴによる人類帝国」創建の報知を携え来訪した。政府交渉官アルコ・アウゴはアーヴとの交渉準備のためアーヴの艦隊へと赴く。
誘引
2007年8月「饗宴mini女子部」より発行された同人誌「月と星の宴」に収録
翔士修技生を全うし列翼翔士となったクファディスに、同時に修技生を終えたスポールの青年がある計画を持ちかけた。
海嘯
2013年8月25日発売の「S-Fマガジン2013年10月号」に掲載
ドゥビュースの妹、ラムリューヌの惑星可住化改造の顛末。彼女の領地の惑星改造も終盤にさしかかった。久しぶりに領地を訪れてみると、領地の管理を任せている代官はおらず、なぜか生態系調整官が通信を送ってきた。彼の報告は「海が自殺を思いとどまり、放浪している」というものだった。
離合
2013年11月25日発売の「S-Fマガジン2014年1月号」に掲載された「岐路」を改題。
帝都侵攻に際した、コリュア館とエクリュア館の運命。帝都陥落が迫り、緊急遷都準備令が発せられた。コンサは生家コリュア館を含む14の軌道館の住民の避難と、軌道館1つの要塞化の指揮を任ぜられる。住民たちの会議の場でコンサはかつて想人であったエクリュアのナースと再会する。
来遊
書き下ろし。
アーヴによる平面宇宙航法実用化の回顧録。ビボース氏が入手した理論の実用化を当時の船王が決断。新航法の開発が始まるものの時間がかかっていた。そこへ前回交易を行った地上世界から新航法の実用化に参画したいという通信が入る。

#### 単行本未収録作品
継承
株式会社バンダイナムコアーツが2019年12月に発売した『星界 Complete Blu-ray BOX』特典付録として発表した。
観光
株式会社バンダイナムコアーツが2019年12月に発売した『星界 Complete Blu-ray BOX』Amazon.co.jp限定特典付録として発表した。
過疎
株式会社バンダイナムコアーツが2019年12月に発売した『星界 Complete Blu-ray BOX』アニメイト限定特典付録として発表した。

## 設定
星界シリーズの超光速航法は、通常宇宙空間から「門」を通じて「平面宇宙」という別の宇宙空間を経由して、再び「門」をくぐって通常宇宙空間へと戻るという方式である。
他のスペースオペラと異なる特徴は、別の宇宙空間である「平面宇宙」の設定と描写が詳細であり、「平面宇宙」の通過にもそれなりに時間を要すること、さらにはそこでの宇宙戦闘艦同士の戦闘があり、戦略があることである。恒星間の移動は全て「平面宇宙」を経由することから、宇宙地図・星間国家の勢力図は、平面宇宙上の地図で表される。
また、作者は『星界の戦旗VI』の「あとがき」の中で、「星界の舞台では同時性が崩壊していて」「登場人物の時間にずれが生じることはざらにある」と記載している。

### 平面宇宙（ファーズ）
平面宇宙とは「通常宇宙」と異なる物理法則に縛られた「別の宇宙」である。時間と平面空間だけで成り立つ文字道理の「平面な宇宙」。「門」によって通常宇宙と繋がれているが、その世界に立ち入る為には「時空泡」と呼ばれる通常宇宙の法則を堅持した空間で身を守らなければ三次元物質は「時空粒子」となって雲散霧消してしまう為、平面宇宙航法理論に基づく平面宇宙航行技術が必要不可欠とされる。 

#### 平面宇宙と通常宇宙
人類が銀河文明を築き得たのは平面宇宙の発見と、通常宇宙とを繋ぐ「門（ソード）」の利用技術確立によるものである。
通常宇宙と平面宇宙との位置関係は同じではない。平面宇宙は通常宇宙の投影ではなく別個の宇宙であり両空間における位置関係は異なっている。ただし、「第二形態ユアノン」または「開いた門」（単に「門」とも）と呼ばれる特異点においては同じ位置関係を保っている。ある門から平面宇宙に入って別の門から通常宇宙に出ると、光速以上の速さで移動したと同様の結果となる場合があり、このような例を利用した疑似的超光速移動を使う事で人類は通常宇宙の物理法則から解放され、銀河文明を作りえたのである。
その原動たる「ユアノン」とは、陽子の千倍ほどの質量を持ち常に一定のエネルギー(凡そ500MW)を放出し続ける特異な素粒子の事。人類がまだ単一星系にのみに住んでいた頃に発見された。当初、放出源が何なのか原因を突き止める事は出来なかったが活用方法は研究され、やがて同粒子を推力源とする恒星間移民船が造られ人類の本格的宇宙進出の最初の一石となった。居住圏の拡大と共に新たなユアノンも見つかり、多数の移民船が宇宙を駆けた（ジントの故郷も、そうしたユアノン推進宇宙船によって植民された星の一つである）。
このユアノン（後に「第一形態ユアノン」と呼ばれる）は粒子状の特異点であり「閉じた門」であった。特定の方法にて「第二形態ユアノン」又は「開いた門」にする事が可能で、技術的に確立されると平面宇宙と通常宇宙を繋ぐ文字道理の「門」となった。第一形態時に放出されるエネルギーは平面宇宙から流入してくるものであった。

#### 平面宇宙の勢力図

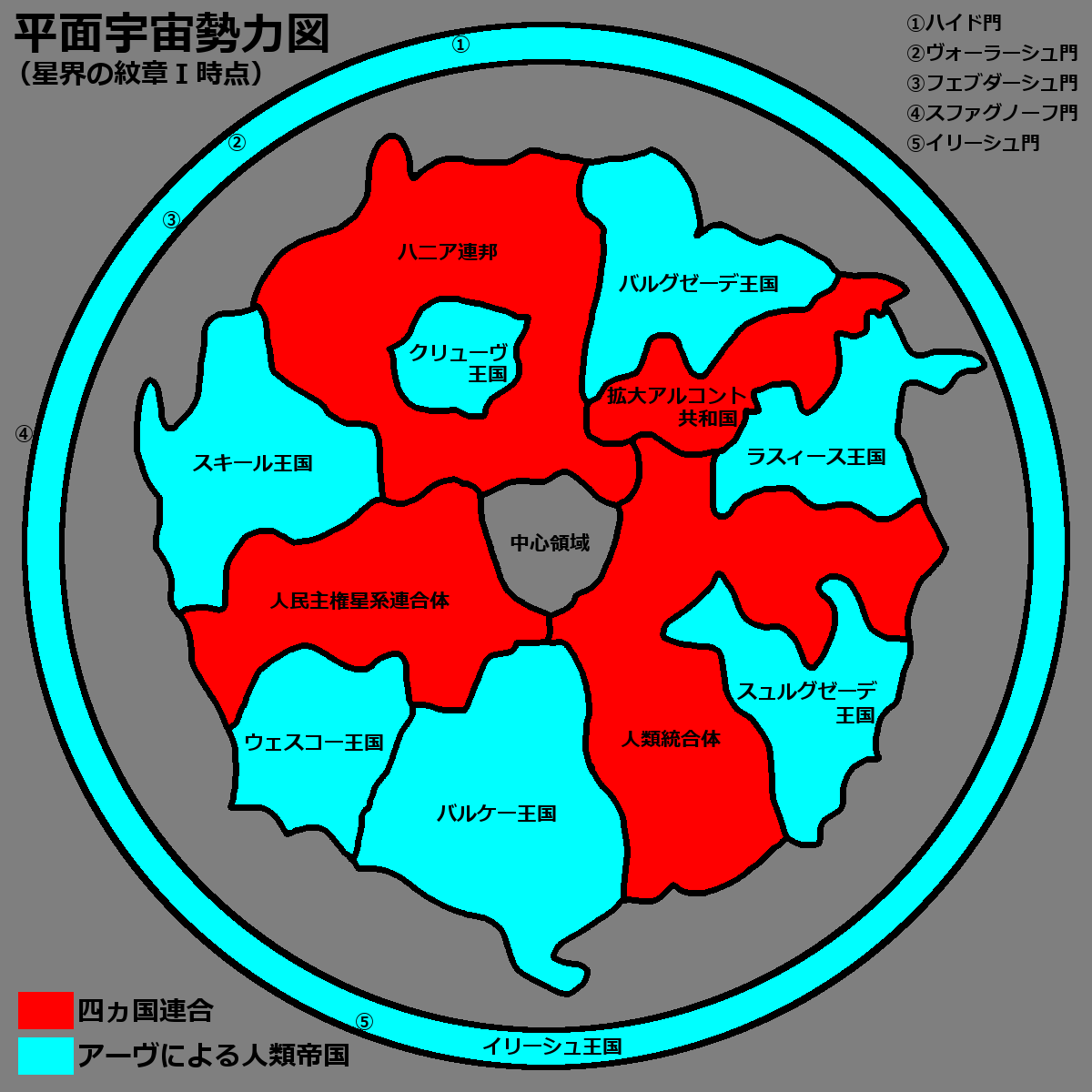
本作における平面宇宙勢力の簡略図

通常宇宙の銀河系で中心部ほど星が濃密であるように、平面宇宙の「天川門群（ソードラシュ・エルークファル）」にも「中心円」と呼ばれる「門」が密集した領域が存在する。この領域は時空粒子流が激しく、アーヴといえども航行できない。また、時空粒子流は中心円から外側へ向かって流れるため、流れに逆らって進む時はその反対方向へ向かうのに比べて遅くなる。
中心円から離れると、「環（スペーシュ）」という門がある程度密集した同心円状の領域が飛び飛びに存在する。「アーヴによる人類帝国」を構成する八王国のうち7つと4ヵ国連合諸国はおおむね第1環から第7環までの「中央領域（ソール・バンダク）」に存在し、イリーシュ王国のみが第12環にある（第8環から第11環までにも、有人星系に通じる門が少数ながら散在する）。ジントのハイド星系が長らく帝国に発見されなかったのは、ハイド門が第12環の中でもイリーシュ門のほぼ反対側という「辺境」に存在するため、探査自体がほとんど行われなかったことによる。第12環から外側は門がほとんどないが、一部に門密度の高くなっている領域があると観測されていたため、遥か遠くに別の銀河系に由来する門群があると推定されているが、まだそこまで到達したものはいない。
帝都ラクファカールのあるアブリアル伯国には八つの門があるが、それぞれが平面宇宙側では八王国のどれか一つに通じている。このためにいわゆる「内線の利」を発揮することが可能だが、逆に帝都が陥落すれば一気に分断されてしまう。『紋章』では、人類統合体を主力とする連合艦隊が第12環に通じる2つの門からイリーシュ王国に侵攻し、帝都に通じるイリーシュ門へ向けて進撃した。
平面宇宙における勢力境界線は、かつて地球上にあった国境ほど明確なものではないが、便宜的にそれに準じて記した勢力図が『星界の戦旗I』の付録に示されている（第12環以外の「環」は省略）。7つの王国は4ヵ国の支配領域の隙間を埋めるように存在する。中でもラスィース王国とスュルグゼーデ王国は、人類統合体に楔を打ち込んだ状態になっており、『戦旗I』ではこの王国を出撃基地として攻撃を加えている。
図上では、クリューヴ王国だけがハニア連邦内に孤立している。ただ、ハニア連邦は他の三国全てと隣接しているものの、大戦初期に中立を宣言していたため、アーヴ側もクリューヴ王国方面への戦力増強は控えていた。しかし、この領域が実は重大な問題であったことが、『戦旗IV』の最後で語られた。

#### 平面宇宙での戦闘形態
平面宇宙とは文字通り2次元の宇宙であり、通常宇宙（ダーズ：3次元）上にあるものが平面宇宙に入る際は、通常宇宙を切り取った「時空泡（フラサス）」を時空泡発生装置によって形成して、3次元を維持しなければならない。また、物理法則も通常宇宙とは異なる。時空泡の移動速度は、内部質量と反比例するなどである（このため、複数の艦艇が時空融合した時空泡で防御しつつ、攻撃に際しては「単艦時空泡」に時空分離して急速接近する戦術が用いられる）。電磁投射砲の砲弾も凝集光も時空泡外では存在できないため、平面宇宙戦闘は、敵味方の時空泡が重なった場合に起こる「時空融合（ゴール・プタロス）」によって発生する。そこでは3次元的な戦闘が行われる。ただし、時空泡発生機関を独自に持つ機雷を使用すれば、時空融合していない遠距離の敵艦を破壊することもできる。
艦隊同士の平面宇宙戦闘は通常、多数の機雷を備える戦列艦からの雷撃戦に始まる。しかし費用対効果や運搬コスト等の問題、相手の護衛艦や戦列艦に因る防御機雷戦・対抗雷撃戦もあってそれだけで殲滅する事は難しく、大抵は他艦艇が時空融合からの直接戦闘に至るまでの牽制と漸減に留まる。艦隊の彼我距離が詰まると巡察艦や突撃艦の出番となる。護衛艦等と配置を変ると突撃が始まる。互いに陣形を崩したり守り合い、有利な戦闘状態を作ろうと激しく入り乱れ合う。通常宇宙と異なり情報連結がやり難いのが平面宇宙である為、連係や即応は個々の艦艇や部隊指揮官の判断技量が激しく問われるのが特徴である。また、戦列艦や補給艦といった脆弱な部隊が巡察艦等の強力部隊による突撃を受けると戦闘は一方的な展開となり易く、これらの状況を「蹂躙戦」等と呼ぶ。
上記の戦闘形式は大艦隊同士の戦闘形態であり、小規模な局地戦ではこの限りではない。例えば大質量の機雷を多数搭載する戦列艦には機動力が低いという弱点があり、強行偵察と奇襲を主な任務とする機動力重視の偵察分艦隊に含むことはできない。偵察分艦隊は戦列艦より機動力の高い巡察艦のみで編成され、敵偵察分艦隊の迎撃には主に突撃艦がその任に当たることとなる。平面宇宙での巡察艦と突撃艦の戦闘は、まず巡察艦が機雷を発射して突撃艦の数を減らし、その上で生き残った突撃艦と巡察艦が時空融合して戦う形となる。突撃艦は火力が弱く機雷攻撃にも弱いため、巡察艦を相手にする場合は数で圧倒しなければ勝利は難しい。もっとも、突撃艦にとっては、敵の巡察艦と時空融合する（いわば懐に飛び込む）までは難しいものの、いったん時空融合して時空泡内部での戦闘に持ち込むことができれば、機動力で巡察艦を翻弄しつつダメージを与えることが可能となるため、十分に勝機がある。作中で、人類統合体の駆逐宇宙艦（アーヴ帝国の突撃艦にあたる艦種）10隻がアーヴの巡察艦1隻（艦名「ゴースロス」）に辛勝した戦いを例に挙げると、時空泡内部での戦闘に持ち込むまでに6隻が失われたが、生き残った4隻が巡察艦を撃沈した（時空泡内部での戦闘で、さらに3隻が失われた）。
平面宇宙戦闘で一番問題となるのは、時空泡の中身は質量でしか判断できないことである。泡間通信ができない場合、時空泡の質量や配置から経験と勘と運に頼って、敵か味方か、また艦種は何かを判断するしかない。何が出てくるかは実際に時空融合してみないと分からないこと、そして時空泡内の質量にも限界があることで、少なくとも襲撃艦6隻程度の質量が限界のようである（厳密にどの程度かは不明）。もっとも、限界質量に関しては『戦旗III』にて明らかにされたため、それ以前の映像作品（特に『戦旗I』）との間に矛盾が発生している。なお、限界質量を超えると時空泡は分裂してしまうが、無規則に分裂するため、どのような時空泡ができるか予測できず危険である。
戦闘においても、当然「門」は重要な拠点であり、制圧対象である。例えば、機雷を大量に「門」に放てば、防御機雷戦ができない艦隊はなすすべがない。これは、通常宇宙から平面宇宙に機雷を撃つ場合（時空融合）も、その逆の場合（時空分離）も、真である。

#### 機雷と平面宇宙戦闘
星界シリーズにおける機雷は、我々の世界で海中に敷設する実在の兵器のようなものではなく、時空泡発生装置を持ち、敵艦隊に向けて高速で投射・誘導される、いわば「平面宇宙用ミサイル」とでもいうべき架空の兵器である。
通常のSF艦艇の主力兵器である、レールガン・荷電粒子砲といった兵器（無論、星界シリーズの艦艇でも装備しているが）は、平面宇宙では、時空融合しない限り意味を成さない。 敵の機雷攻撃に、味方の機雷をぶつけることで防御する防御機雷戦が必要なのは、そのためである。大量の敵機雷に時空融合されてから打ち落とすのでは、全てを打ち落とすことは不可能で、また打ち落とせたとしても時空泡内の質量が増して機動力が削がれ、艦隊運動に支障をきたし壊滅的被害を受ける。時として、数としては圧倒的に優勢な帝国星界軍艦隊が危機に陥るのは、補給不足や機動力重視の艦種構成ゆえの機雷の不足によるところが大きい。

### 国家
この世界には、かつては恒星系ごとに独立した数百を越える国家が存在したようであるが、長年の間に侵略と併合が進み、現在は「アーヴによる人類帝国（フリューバル・グレール・ゴル・バーリ）」、通称「帝国（フリューバル）」と4ヵ国連合を含めて5か国しか存在しない。
帝国は人類宇宙の約半分を支配し、その交易により莫大な富を得、超大規模の星界軍（ラブール）を維持している。というよりも、星界軍が帝国の政治、行政の多くを動かしており、事実上帝国の基盤となっている。
形式上は皇帝（スピュネージュ）が帝国全体を統治しているが、その支配は緩やかなものであり、地上世界（ナヘーヌ：有人惑星）では現地人からなる領民政府（セメイ・ソス）が各惑星の統治を行い、帝国に対しては領民政府の代表である領民代表（セーフ・ソス）が、帝国貴族である領主（ファピュート）と各種の交渉を行う（領民政府の統治権は大気圏外には及ばない。したがって、複数の有人惑星を持つ星系には同数の領民政府がある）。
このように、帝国は地上世界や領民（ソス）に対して直接関与せず、地上世界で起きていることに通常はまったく関心を払わない。領民は、帝国臣民としての自覚や忠誠を期待されてはおらず、帝国の支配に反対することすら禁止されていない。
人類宇宙の残りの半分は、一部は遺伝子操作種族もいるものの、普通の人類からなる「人類統合体」「ハニア連邦」「拡大アルコント共和国」「人民主権星系連合体」が、離合集散しながら統治している。彼らは一般に、アーヴの帝政に嫌悪感を持っており、民主主義国家を標榜し、「4ヵ国連合（ノヴァシチリア条約機構）」という軍事同盟を結んでアーヴによる人類帝国と敵対しているが、各国の帝国に対する態度にはかなり温度差がある。

#### アーヴによる人類帝国

##### 帝国（フリューバル）の社会構成
アーヴ
法律上は皇族・貴族・士族の総称。つまり地上人でも、功績によって士族や貴族に取りたてられればアーヴとして扱われるが、子孫にその爵位（スネー）を継がせたければ、遺伝子操作により生物学的なアーヴとしなければならない。
皇族（ファサンゼール）
建国帝ドゥネーと、その兄弟姉妹や子女の子孫であり、「アブリアル」の氏姓（フィーズ）と「ネイ」の姓称号（サペーヌ）を持つ八王家（ガ・ラルティエ）に属する帝位継承権を持つ者。生まれながらにして飛翔科翔士として軍役に就く義務を負い、同世代の皇族の中で最初に帝国元帥（ルエ・スペーヌ）まで昇進できたものが皇太子（キルーギア）になり、同時に他の皇族は予備役編入となる。なお、各王家の長はそれぞれ帝都ラクファカールにある八つの門の一つと、それに（平面宇宙側で）近接する多数の門からなる王国に封じられている。王家の長以外の皇族は、通常どこかの恒星系を領地（リビューヌ）として与えられ、貴族爵位を持つ。たとえばラフィールはパリューニュ星系を自領とする子爵である。なお、皇帝は「アブリアル伯爵」の爵位を持つが、これは帝都ラクファカールの領主、という立場であり、実質上皇帝としての称号である。皇族は、全員が生物学的なアーヴであり、家徴（ワリート）としての「アブリアルの耳」を持つ。
貴族（スィーフ）
原則として、恒星系を領地として持ち、世襲でそれを統治する者で、領主（ファピュート）とほぼ同義である。実際には領地持ち貴族の方が少ない。爵位は上位より大公爵（ニーフ）・公爵（レークル）・侯爵（レープ）・伯爵（ドリュー）・子爵（ベール）・男爵（リューフ）がある。アーヴの爵位は、根源氏族直系の長を表す大公爵以外は領地の状態に由来しており（詳細は後述）、それゆえ地球上に存在した爵位のように貴族の階級別栄誉称号ではない。地球上の爵位は元は職名に由来しており、その職が有名無実化することによって栄誉称号化したものが多いが、アーヴの貴族社会はそのような変遷をまだ経験していないためである（後述する通り軍隊は兵器体系の変遷があり、職名が階級化している）。ただし、領地と爵位が密接に関わっている点に関しては、ヨーロッパの爵位と類似はしている。
世襲の貴族の場合、各爵位の叙爵基準は以下の通り。
大公爵皇族であるアブリアルを除いた根源二八氏族直系の一族の長のみに与えられる。領地の規模は様々であるが、必ず領民が住む地上世界（邦国（アイス）と呼ぶ）を含んでいる。
公爵侯爵の中で、特に大きな功績があった者が昇格する。生まれの血筋に関係なく、帝国内で誰もが到達可能な最高位である。ただし、実際に到達するのは侯爵家の生まれで優秀な者でもない限り、極めて困難である。
侯爵領地内に、領民が住む地上世界を持つ。通常、領地内の領民数が1億人を超え、なおかつある程度以上の領地経営の手腕が認められていることが必要。
伯爵領地内に地上世界を持つが、領地内の領民数は1億人以下か、領地経営の手腕が不十分である場合。
子爵地上世界を持たず、領地はすべて無人の所領（スコール）。ただし、環境改造すれば居住可能になる惑星を領地に持ち、そうした惑星を開拓して帝国の拡大に貢献することが期待される。
男爵領地に地上世界を持たず、また環境改造しても居住可能とできる惑星を持たない。恒星エネルギーを利用した反物質燃料（ベーシュ）の生産や、無人惑星（小惑星やガス惑星など）から鉱物資源ならびに推進剤（ヨーズ。水が使われる）を採掘し、それらを売ることで生計を立てる。
地上世界を領有する貴族（大公爵、公爵、侯爵および伯爵）を「諸侯（ヴォーダ）」と呼ぶ。領主の収入は、無人惑星の鉱物資源採掘権、恒星周辺における反物質燃料の生産権を利用した生産物の売却益で、さらに諸侯の場合、他星系との星間交易権の独占による商取引での利益がある。これらの「領地経営による収入」については、帝国から課税される（帝国への納税は貴族の高貴なる義務であり、中世・近世の実際のヨーロッパ貴族が免税特権を持っていたのとは逆である）。
帝国に編入されたばかりの星系や、何らかの理由で領主が空位となった星系は、一時的に帝国直轄領＝皇帝領となり、新たな領主が決まるまでは代官（トセール）が任ぜられる。そのため、皇帝は上記の「アブリアル伯爵」以外にも、その領地の数だけ男爵から公爵までの爵位を同時に持つ立場になることがある。
貴族自身が長く行方不明の場合（たとえばヴォーラーシュ伯爵など）や、特に諸侯で何らかの事情により地上世界の統治が困難または不可能である場合（たとえば取り決めにより領地内に長期滞在できないハイド伯爵など）にも、領地の近く（通常、軌道城館内）に代官が置かれる。これらの場合の代官は一時的なものではなく、比較的長期にわたり、その任に就くこととなる。
貴族の子弟が爵位を継ぐには、翔士として最低10年（翔士修技生である期間を含めると13年）、星界軍への奉職が義務づけられている。また、領地を持っている場合、星界軍に所属している間は無給である。
領地を持たない貴族も存在し、むしろこちらの貴族の方が多い。本来は領地を持つ　世襲の貴族であったが、敵国の侵略などにより領地を奪われた貴族（ジントも一時的にこの立場になった）と、皇族から離籍した公子（皇帝にならなかった皇族や王族の子女）、領地を持つ貴族の子女（例として伯爵位を継ぐ前のジント・伯爵公子）、領地を持つ貴族の傍流で「公子」という爵位のみ継承する貴族、一代限りの貴族（星界軍や帝国政府で特に高い地位に達した国民、官僚、軍人などで、称号には「帝国（ルエ）〜」の後に公爵以下の爵位がつく）がある。
また、上記の一代限りの貴族が領地を賜って、世襲の貴族になる場合もある。例を挙げると、星界軍の翔士は、飛翔科以外の各兵科（一部を除く）の最高位である元帥になると叙爵される。また、星界軍の翔士以外にも、官僚が功績を上げて貴族となる場合もある。
領地を持たない一代限りの貴族は、かなりの人数がおり、爵位も職位相応のもの（帝国宰相は帝国公爵など）が与えられる。だが、それが世襲の貴族になろうとする場合、受け取る領地の基準は、かなり厳しい。技術科元帥として艦政本部長官を務めても、あるいは、帝国の官僚機構の頂点である帝国宰相を務めても、受け取る領地は男爵領、特筆すべき功績を挙げても子爵領が精一杯とされる（つまり世襲の貴族となる場合、最初に与えられる領地はたいてい男爵領である）。国民ですらなかった地上人が一足飛びに貴族、しかも伯爵となったロック・リンは史上初の例である。のちにハニア連邦の一部勢力が帝国に帰順しようとした際にも、同様の処置が検討された。
上記の叙爵基準から、男爵から子爵への昇格はかなり困難であると考えられる。男爵は、自領にどのような投資をしても有人惑星を持つことが不可能であるため、子爵以上に昇格するには何らかの大きな功績を挙げ、少なくとも有人惑星が持てる別星系の領主となることが必要である。子爵以上であれば、自領への投資（惑星改造、移民募集、邦国への経済的援助など）により、公爵までの上位昇格を狙うことができる。
なお、貴族籍を捨てることもできる。すべての貴族特権を失い、領地は帝国へ返上となる。
諸侯は約1600家で、家族を足しても2万人足らず。貴族全体では20万人ほどである。
貴族の姓称号
貴族の姓称号については本編と関連書籍において食い違う記述が多々見られる。
関連書籍において「皇族から分かれた家を示すボース」「帝国創建以前からの貴族が名乗るアロン」「帝国創建後に創氏された新興貴族のスューヌ」「スューヌの姓称号（中略）その先祖の姓称号としては、ウェフ、ボルジュ、両方が考えられ」という記述が存在するが、本編においては、
・ボートの姓称号を持つ人物が数人登場するが、ボースは存在しない。
・「帝国創建以来の貴族であることを示す『アロン』の姓称号」という記述は前述のアロンに対する記述と完全に相反する。
・ソスィエ・ウェフ＝サイラル・ダグレーは帝国暦648年に叙爵し、その子孫の名前がソスィエ・アロン＝サイラル・スファグノーフ侯爵公子・リュトレーという点はアロン・スューヌ双方に対する記述と矛盾する。
・「姓称号は“スューヌ”。領民から国民となり、さらには士族を経て爵位を得た者たちの子孫だ。」という記述は前述のスューヌに対する先祖がウェフも考えられるという記述と相反する。
このように本編における貴族の姓称号に関する記述は関連書籍の記述をことごとく否定する。
また、森岡は「帝国が創建されると、航法氏族の族長家が皇族となり、ほかの氏族の長たちは貴族となった」と、帝国における身分制度は帝国建国時に始まったと取れる文章を書いている。

士族（リューク）
皇族、貴族以外のアーヴ。一等から五等の5階級から成る「勲爵士」と呼ばれる身分を持つ。星界軍での位階との対比の目安は、以下の通り。
一等勲爵士（ラローシュ）艦長称号（サレラジュ）を受けている者。
二等勲爵士（キゼー）十翔長と、副百翔長以上で艦長称号を受けていない者。
三等勲爵士（ルフール）後衛翔士と前衛翔士。
四等勲爵士（エナーヴ）列翼翔士。従士からたたき上げた軍士が最先任従士長から列翼翔士に昇進したら、この位置となる。
五等勲爵士（リヘール）士族として生まれ、成人したがまだ翔士になっていない者（翔士修技生を含む）。
提督など、より高い軍位階に達した場合は、一代限りの貴族爵位を持つ場合がある（上記）。
また、星界軍に入らずとも、官僚としての功績によって国民から士族になる場合もある（貴族にまで昇進するケースもあるのは上記の通り）。ラフィールを保護した『紋章』の反帝国クラスビュール戦線のメンバーのように、領民からいきなり士族になったケースもあるが、これは「アブリアルが約束を守らないのは許されない」・「領民ですら無かった地上人からいきなり貴族になった前例もある（初代ハイド伯爵に叙されたロック・リン）」として認められた特例であり、その後同様のケースが生じたかは、現時点では不明である。
帝国成立時からある士族の家の祖先は根源二九氏族に連なり、「ウェフ」の姓称号を持つ。帝国成立後に士族となった家は「ボルジュ」の姓称号を持つ。なお、領地を持たないため、帝国から課税されることはない。約2500万人ほど。

地上人
国民（レーフ）
星界軍従士や貴族の家臣などとして働く者。ただし上記の通り、功績次第では士族や世襲貴族への栄達も可能である。官僚になるアーヴが少ないこともあり、歴代の帝国宰相は地上出身者が多い。領地を持たないので、帝国から課税されることはない。約10億人。
領民（ソス）
地上世界（ナヘーヌ：有人惑星）で生活する者。領民政府（セメイ・ソス）の統治下にあり、大気圏から出ない限りは完全な自治権を持つ。課税に関しては領民政府が課すものであり、帝国は関与していない。星系内のみを航行する非武装の宇宙船であれば、領主の許可があれば保有できる。約9000億人。平面宇宙航法の確立前に亜光速宇宙船を使った移民の時代がかなり長期間にわたったため、その文化や社会は実に多様である。また、アーヴに対する見解や立場も様々である。アーヴから遺伝子調整の情報を提供された領民政府も存在するが、アーヴの特色である空識覚器官（フローシュ）だけは禁止されており、空識覚器官を持つ領民は国民にすらなることはできない。なお、国民と領民は所属（帝国か領民政府）が違うというだけで、上下関係はない。

##### 邦国の義務
帝国貴族である諸侯の領地である有人星系、すなわち邦国（アイス）内部の有人惑星を統治する領民政府には、いくつかの義務がある。
- 領主や帝国との交渉役である「領民代表」を選出すること。一応は邦国のトップの立場である人間が望ましいが、帝国はそこまでは干渉せず、純然たる交渉役でも構わないようである。ただし帝国の側では、領民代表を邦国のトップとみなして扱う。選出方法は、領民が認めるものであれば既存の政府主席、世襲の王、選挙、指名、籤など、何でもよい。ただし、あからさまに帝国に叛逆の意志を示す者や、何らかの理由で領主が拒否する者は認められない（領主は拒否権を持つ）。領民代表の地上世界側での呼称は自由であり、「大統領」や「首相」などは無論、「皇帝」を名乗ろうとも、帝国はそれに関与しない。独立国としての体裁を保つ目的で（帝国を外交相手である外国とみなして）「外務大臣」と称しても構わない。変わったところでは、アーヴを生体機械と定義した上で、領民代表をその「保守責任者」と称する地上世界もある。
- 平面宇宙航行の可否を問わず、星系間を航行できる宇宙船（メーニュ）の所有は一切禁止される。領民個人はもちろん、領民政府であっても所有は認められない[注 16]。ただし、星系内の航行に限定された非武装宇宙船に関しては領主の許可があれば、所有可能である。
- 帝国星界軍の募集事務所（バンゾール・ルドロト）の設置。領民の星界軍への参加は、強要による徴兵ではなく、本人の自由意志による志願が原則であり、領民政府や領民代表もこれを妨げてはいけない。ただし、星界軍に入隊しないようにというプロパガンダを行う程度なら黙認されている。なお、募集事務所では志願兵の受付のほか、移民を募集する他の邦国や家臣を募集する領主、帝国の官僚機構などへの人材斡旋も行う。募集事務所を通さない星系間での移民は、原則として禁止されている。

##### 帝国星界軍（ルエ・ラブール）
帝国星界軍（ルエ・ラブール）とは、アーヴによる人類帝国の保有する軍隊の名前である。星界軍（ラブール）とも呼ばれる。以後は星界軍と呼称する。
星界軍は、アーヴ帝国の領域の維持および拡大（悪く言えば侵略）を主任務としている。また、次期皇帝の選出や貴族の爵位継承などに関する社会制度との関わりも極めて深く、星界軍無くしてアーヴ帝国は成り立たないといっても過言ではない。
アニメ版における敬礼は、現代の軍隊においても一般的な挙手の敬礼であるが、手は人差指と中指を揃えて伸ばし、他の指を握って掌を下方に向ける。現実世界でも、ポーランドでは掌を前方に向ける以外はよく似た手の形の敬礼を行う（詳細は二指の敬礼を参照）。

###### 組織
帝国成立期のアーヴは小型の高機動戦闘ユニットを主戦力としており、当時の職名が階級名としてジントたちの時代になっても使われている（ただし、千翔長以上は組織の拡大にともなって創設されたもの）。
勅任翔士（セドラリア）元帥・将官に相当する。
帝国元帥、星界軍元帥は飛翔科のみ。その他の兵科は元帥（スペーヌ）ないし大提督が最高階級。
帝国元帥（ルエ・スペーヌ）
飛翔科のみ存在する最高位。皇族がこの階級に達した場合に皇太子となり、帝国艦隊司令長官に親補される。それまでの皇太子は皇帝になり、それまでの皇帝は上皇（ファニーガ）になる。
かつては皇帝が「帝国元帥」にして帝国艦隊司令長官を兼務したが、現在では皇太子がその任にあたる。統帥権は皇帝が有するが、象徴的なもので軍令に指図することはない。
星界軍元帥（スペーヌ・ラブーラル）
複数の戦線でそれぞれ艦隊集団規模の戦力を動かす場合は「星界軍元帥」が副司令長官として、そのうちのひとつの前線指揮を執る。
大提督（フォフローデ）
大将に相当。艦隊司令官職の階級。
提督（フローデ）
中将に相当。艦隊司令官職の階級。当階級以上では、両翼頭環（アルファ・マブラル）の着用が許される。。
准提督（ロイフローデ）
少将に相当。分艦隊司令官職の階級。
千翔長（シュワス）
准将に相当。戦隊司令官職の階級。

奏任翔士佐官・尉官に相当する。
この階級は、初期の星界軍の艦隊編成に由来する。小型の高機動戦闘ユニットはダイヤモンド型の4機編成を基本としており、その役割に由来する。星界の紋章の時代には高機動ユニットは過去の兵器であり、階級と役職は乖離している。
百翔長（ボモワス）
大佐に相当。元は100機から200機ほどの高機動戦闘ユニットの長。
副百翔長（ロイボモワス）
中佐に相当。元は百翔長の補佐。当階級以上では、片翼頭環（アルファ・クラブラル）の着用が許される。
十翔長（ローワス）
少佐に相当。元は10機の高機動戦闘ユニットの長。ダイヤモンド型4機編成の2隊（計8機）プラス2機を束ねる。
前衛翔士（レクレー）
大尉に相当。元はダイヤモンド編成の前方担当。ダイヤモンド4機編成の長。
後衛翔士（リニエール）
中尉に相当。元はダイヤモンド型編成の後方担当。ダイヤモンド4機編成の副長。
列翼翔士（フェクトダイ）
少尉に相当。元はダイヤモンド型編成の左右両翼担当。

翔士修技生（ベネー・ロダイル）士官候補生に相当する。
従士（サーシュ）下士官・兵に相当する。
- 最先任従士長（ボアルム・ウェサーシュ）
- 先任従士長（アルム・ウェサーシュ）
- 従士長（ウェサーシュ）
- 一等従士
- 二等従士
- 三等従士
- 四等従士
- 一等錬兵
- 二等錬兵

- 従士と翔士を総称して軍士（ボスナル）という。
- 軍隊の階級も参照。

原則として従軍したアーヴはすべて翔士となり、従士には国民がなる。翔士に昇進した国民は士族として扱われる。なお、士族の説明にある通り、著しい功績などにより特に高い階級に昇進した場合、国民出身であっても一代限りの貴族爵位や、さらに領地を賜って世襲の貴族（正式の貴族）にまで昇格することもある。
帝国では、平面宇宙航行機能を持つ宇宙船はすべて空識覚に基づく、制御籠手（グーヘーク）を介した操縦を前提としているため、操艦・砲術などを担当する飛翔科翔士（ロダイル・ガレール）になれるのは、生物学的なアーヴだけである。また、戦隊以上の艦隊司令官もすべて飛翔科翔士から選抜される。
かつては地上軍が存在したが、帝国創建から程なく帝国史上最大の内乱「ジムリュアの乱」を起こしたために解体され、空挺科として星界軍に組み込まれた。
その他の兵科には軍監科（作戦参謀）、主計科（補給・医療などの後方参謀）、軍匠科、軍医科、技術科、警衛科、法務科、看護科などがある。
上記の通り奏任翔士の階級は役職と乖離しているため、星界の紋章の時代においては階級とは別に、各艦の艦橋要員について以下の職名が存在する。
艦長
艦全体の最高責任者。乗組員を指揮し、司令官からの上意下達や、作戦行動の指示などを行う。アーヴ語では巡察艦や戦列艦などの大型艦の艦長は「サレール」、突撃艦や護衛艦などの小型艦の艦長は「マノワス」と呼称する。小型艦の戦隊司令官は艦長を兼任し「サレール」という。
艦長席の後方には、必ず艦長の氏族の紋章旗を掲げ、また航行日誌や戦闘状況などを記録する「思考結晶（ダテューキル）」を管理する。
通常、突撃艦や護衛艦などの小型艦では十翔長、襲撃艦や巡察艦、戦列艦などの大型艦では副百翔長以上がおもに担当する。
副長（ルーセ）
艦長を補佐する。多くの場合、航法士や砲術士を兼任する。通常、大型艦では十翔長か前衛翔士が、小型艦では先任翔士として前衛翔士か後衛翔士が、おもに担当する。
航法士（リルビガ）
航法を担当し、平面宇宙での操艦も担当する。空識覚が必須なので、必ず飛翔科の翔士である。小型艦では先任翔士が担当する。当直により艦橋に航法士が不在となることを防ぐため、必ず複数が置かれる（航法士全員が他職と兼任のことも多い）。通常、小型艦では前衛翔士か後衛翔士、大型艦では十翔長か前衛翔士がおもに担当する。
砲術士（トラーキア）
火器管制を担当し、通常宇宙や時空泡内での操艦を担当する。航法士と同じく空識覚が必須なので、必ず飛翔科の翔士である。小型艦では艦長（マノワス）が兼任することが多い。大型艦では十翔長・前衛翔士・後衛翔士がおもに担当する。
通信士（ドロキア）
他の艦艇や宇宙港などとの通信を担当する。小型艦では専任者を置かず、次席砲術士などを兼任することが多い。大型艦では、後衛翔士や列翼翔士がおもに担当する。
監督（ビュヌケール）
機関や艦体などのハードウェアの維持管理に責任を持ち、実働部隊である多くの従士を指揮監督する。軍匠科の翔士で、部下の従士たちから好感を持たれやすい地上出身者が多い。通常、小型艦では列翼翔士か後衛翔士、大型艦では十翔長・前衛翔士・後衛翔士がおもに担当する。
書記（ウィグ）
燃料や弾薬、食糧や衣服、医薬品など、艦に必要な資材や消耗品、什器類の調達と管理や、艦内環境の維持管理、乗組員の健康管理、福利厚生などに責任を持つ。主計科の翔士。通常、小型艦では列翼翔士か後衛翔士、大型艦では十翔長・前衛翔士・後衛翔士がおもに担当する。なお、戦闘中は本来の職務がないので、監督（戦闘中は機関関係に集中する必要がある）を補佐し、艦体の状況（被弾箇所など）の把握や気密隔壁の制御などを行う。
艇指揮（ボノワス）
連絡艇や短艇などの、搭載艇の操縦士。搭載艇を使用する際、乗員の飛翔科翔士の中から艦長や副長が任命する。

###### 艦艇
巡察艦（レスィー）
走攻守、全てに於いてハイレベルでバランスの取れた万能艦。星界軍ではディジュ級、ビルジュ級、ロース級、最新鋭のカウ級等が存在する。
主兵装は電磁投射砲。副兵装として凝集光砲群、少量の機雷。反陽子砲を持つものもある。強力な防御磁場を有しており実体弾を除けば生半可な攻撃では致命傷を与え難い。
主な任務は敵勢力圏への強硬偵察。平面宇宙では有効な長距離索敵方法が存在せず、ある程度近付くか接触を図るかして情報の収集が行われる。その為、迎撃を躱して敵情を探り追撃を振り切って帰還できる強力な艦が求められ、その結果生まれたのが当艦種である。単純な戦闘能力も非常に高く艦隊戦に於いては主力を担当する事も多い。
汎用性に富み高い安定性と攻撃性能を持つが故に全軍を巡察艦で編成するべきとの意見もあるが、費用対効果などの問題もあり実際の配備数は少ない。船体長は凡そ1200 - 1500m程で乗員数は通常200人強。質量は三隻まで同一時空泡を形成できる程度。星界軍では通常6隻で一個戦隊、6個戦隊と本部戦隊三隻、＋補給戦隊（追走できる小型快速の補給艦隊）で一個偵察分艦隊が形成される。なお、皇帝御座艦「ガフトノーシュ」には最新鋭の巡察艦を充てるのが慣例になっている。
4ヵ国連合ではこの種の艦に対し、巡洋宇宙艦という呼称が用いられている。
突撃艦（ゲール）
機動力に秀でた小型艦。星界軍ではガルム／ガムフ級、ロイル級等が運用されている。
主兵装は反陽子砲。副兵装として数基の凝集光砲。機雷は有さない。艦というより艇や機に近く運用もそれに近い。機動力に富む反面火力と防御力が低い。
星界軍では最も数が多い艦種であり片寄った仕様ながら用法は万能寄り。機動力を活かしての敵の迎撃や排除、攻撃から防御迄多岐に亘る。機動力を維持しつつ対艦用の反陽子砲を有する為に凝集光砲の装備数が少なく防御機雷戦を苦手とする。単艦での機雷迎撃は運任せと言われたり複数発同時ともなると絶望的と評される程。その反陽子砲も同級を始めとする非力な艦艇なら兎も角、強力な防御磁場を有する大型艦には通用し難く、対抗する為には数を揃えての集中攻撃を必要とする程度である。
作中では主戦力が巡察艦等の強力な艦へと移り変わりつつあり、非力な突撃艦は徐々にその地位が低下している（統合体は巡洋宇宙艦の比率を高めつつあり、アーヴも襲撃艦という新艦種を作り配備し始めた）。船体長は500m弱程、乗員数は20 - 30名前後。
4ヵ国連合ではこの種の艦に対し、攻撃型駆逐宇宙艦という呼称が用いられている。
人類統合体では機動力よりも火力を重んじる傾向があり、凝集光砲を多く装備していたり大型の艦対ミサイルを多用していたりする。その為駆逐艦というより雷撃艇／艦といった装いとなっている。このミサイルには時空泡発生機関が無く時空泡内か通常宇宙でしか使えない。対艦格闘戦時には真っ先に使うか投棄されている。
護衛艦（レート）
機雷迎撃に秀でた小型艦。ヘージュ級等が運用されている。
対艦用の反陽子砲を持たずその分凝集光砲を多数装備しており、機雷群から味方陣営を守る事を主任務としている。偏った仕様から機雷には強いが対艦戦には弱く、通常突撃艦部隊などと組み合わせて運用される。船体の規格は突撃艦のものを流用しており、大凡の大きさは突撃艦とほぼ同等である。
4ヵ国連合ではこの種の艦に対し、防衛型駆逐宇宙艦という呼称が用いられている（護衛型駆逐宇宙艦という表記もある）。
戦列艦（アレーク）
機雷戦専門の艦種。サイズ的には巡察艦を上回る超大型艦で、胴体部に機雷を多数格納している。平面宇宙の戦闘では主力艦の地位を占める。質量が巡察艦の三倍にも達するため、機動力が低いのが弱点。また、雷撃を突破されるか機雷を撃ち尽くして巡察艦等の接近を許すと、防御用火砲を装備してはいるものの、一方的な蹂躙戦を許しがちである。ソーフ級が存在する。
4ヵ国連合ではこの種の艦に対し、機雷母艦という呼称が用いられている。
襲撃艦（ソーパイ）
『戦旗III』で登場する新鋭艦種で、『紋章』には登場しない。期待される役割は突撃艦に近く、そもそも火力・装甲ともに不足の観が否めなくなりつつある突撃艦の後継として開発されたものだが、機能的には重突撃艦、性能的には機雷を抜いた巡察艦のようであり、重突撃艦と呼ぶべきか、軽巡察艦と呼ぶべきかの大議論の末、襲撃艦と命名されるに至った。襲撃艦という名が決まった後も軍士の間では議論が続き、しばしば殴り合いにまで発展することがある。主砲には電磁投射砲を採用し、突撃艦をはるかに凌ぐ火力を誇り、無数に装備された可動凝集光砲で護衛艦の担っていた機雷迎撃もこなす。コーヴ級のみで、実戦配備は途上である。
4ヵ国連合ではこの種に相当する艦は存在しない（少なくとも確認されていない）。突撃艦の項目でも記述した通り、統合体は巡洋宇宙艦を増強している。
過去に存在した艦種（高機動戦闘ユニット他）
ジントたちの時代にはすでに時代遅れとなり存在しないものとして、高機動戦闘ユニットがある。いわゆる単座式の宇宙戦闘機と思われる。また、高機動戦闘ユニットを運用するための母艦も存在した。星界軍の初期には主力を務めたが、後に平面宇宙を自立航行可能な機雷が出現して敵機の迎撃や敵艦への攻撃をこなすようになったために淘汰されたと考えられる。同様に空母も機雷を多数搭載する戦列艦にとって代わられている。しかし、星界軍の階級名はこれらの兵器が主力であった時代のものを慣習として引き継いでおり、士官を意味する“翔士”という言葉も本来は、高機動戦闘ユニットのパイロットの称号である。
輸送艦（イサーズ）
資材・補給物資の輸送艦。攻撃力（自衛能力）は無きに等しく、機雷戦も不可能。質量も戦闘艦とは比べ物にならないほど大きく、そのぶん機動力は極めて低い。ただし、高い機動力を求められる巡察艦中心の偵察分艦隊に随伴するタイプは小柄で、機動力も高い。
また、惑星への降下および離脱が可能な強襲輸送艦（ルソーミア）も存在する。その性格上、星界軍の星間船では極めて珍しく明確な上下の判別が出来る艦種で、大気圏内航行を考慮した空力形状、着水を前提としたフロート、惑星からの緊急離脱のための垂直発進形態機構を装備。『戦旗II』で登場したセース級は、艦首に水上航行を意識したバルバス・バウが装備されている。
アーヴ帝国では帝都防衛の必要が生じた時は、たまたま帝都にあって他に任務の無い商船と翔士を集めて、近衛阻止戦隊を編成する（指揮系統は、近衛艦隊司令部の直属）。その役割は臨時編成の戦列艦部隊に近く、輸送船でありながら機雷を（少なくとも）射出することが可能。ただし、正規の軍艦ではない（そのためか、「輸送艦」ではなく「輸送船」と表記されている）ため、自衛能力は皆無で、軍匠科員も乗っていないため故障等が発生しても対応は不可能。
連絡艦（ロンギア）
平面航行能力を備えた小型の貨客船（レビサーズ）のような構造の艦。情報と共に、貴賓や伝令使を運ぶことを想定している。
連絡艇（ペリア）
平面宇宙における伝令役を務める小型艇。質量が小さく、快速である。ペリアの語源は日本語の“パシリ”らしい。
短艇（カリーク）
平面航行能力を持たない小型艦載艇。艦が直接入港できない場合、艦と宇宙港の間での人員輸送に使用される他、艦同士の連絡艇、脱出艇としても用いられる。
救命莢（ウィコー）
艦艇からの緊急脱出用ポッド。制御可能な動力を持たない、いわば宇宙の筏。通常1つが1人用で、生命維持能力は24時間分、わずかな食料と医薬品が備え付けられている。
艦艇の外部に面した通廊などに接して装備されている。ワンタッチのスイッチ操作で迅速に乗り込むことができ、救命莢内側のボタン操作で自動密閉、その後すぐに射出され、艦艇の爆散に巻き込まれないよう速やかに宇宙空間へ離脱する。
射出後は自動的に救命信号を発信し続け、近くの艦艇に救助を求めるようになっている。

###### 艦載兵器
機動時空爆雷（サテュス・ゴール・ホーカ）
短く機雷（ホクサス）とも呼ばれる。平面宇宙戦闘にて使用される唯一の間接攻撃兵器。
時空泡発生機関と人工知能を備え、平面宇宙を自力航行できる無人の小型宇宙船の様な代物。目標まで平面宇宙を渡り、時空融合からの体当たり攻撃を仕掛ける事で長距離攻撃を可能とする。突撃艦などより遥かに小型・軽質量であり平面宇宙に於ける機動性はとても高い。通常宇宙での運動性能も高く、防空能力の低い小型艦艇にとっては天敵とすら言える存在。巡察艦には10発前後、戦列艦には50 - 100発近くが搭載されている。平面宇宙戦に於いては命中させる以外にも相手の時空泡内に残骸として残る事で質量を増やして行き足を鈍らせるといった付与効果もある。
過去様々な仕様の機雷が開発されては淘汰されてきた歴史があり、開戦時にはシンプルなモデルが主流となっていたが、人類統合体や人民主権星系連合体などでは多弾頭型機雷や、小型艦艇（おそらく突撃艦など）と同等の航続距離を誇る“超長射程機動時空爆雷”なるものが運用されたりもしていた。
電磁投射砲（イルギューフ）
水素爆弾の起爆剤に「反物質」を使用した純粋水爆の核融合弾（スピュート）や質量弾を、最大光速の1%程度にまで加速して撃ち出す所謂レールガン（コイルガンの可能性もあり）。破壊力が大きく防御磁場等にも妨害され難い為に対艦攻撃の主力兵装となっているが、システムの規模が大きい為に巡察艦や襲撃艦の主砲に採用されるにとどまっている。原理は不明だが、ある程度の追尾機能があり、その一方で無秩序噴射により敵の攻撃を回避する。
反陽子砲（ルニュージュ）
反物質である反陽子を荷電粒子砲で撃ち出す所謂ビーム砲。ある程度コンパクトに纏められる為主に突撃艦の主砲・巡察艦の副砲として用いられている。相手の物質の陽子との対消滅で発生するエネルギーによって分子を崩壊させることで破壊力を得るため、防御力場には阻まれ易い。威力と速射性が中途半端らしく、威力では電磁投射砲に、速射性では凝集光砲に劣る。機雷の迎撃と対艦攻撃の両方に用いられる。
凝集光砲（ヴォークラーニュ）
小型のレーザー砲のこと。物理法則上最速の光子を凝集して射出する（それゆえ弾影がなく、命中点のみが視認できる）。単発の破壊力は低い。ただ、弾体を施設で工業的に生産しなければならない電磁投射砲（核融合弾などを使用）や反陽子砲とは異なり、艦船のエネルギーがあればよいので物質弾体の補給の必要はない（ただし、被弾などで主機関の出力が低下した場合、射撃力低下もしくは不能になる可能性がある）。命中率と速射性に優れる為主に機雷の迎撃に用いられる。集中すればかなりの破壊力を持つ為対艦戦に於いても補助兵装として多用される。なお、襲撃艦の対空防御装備はこれに統一されている。
人民主権星系連合体は、反陽子砲並みの破壊力を持った凝集光砲を軌道施設に配備している。凝集光であるので、拡散しやすく、硝子霧（セビュール・セラ）などを事前に散布することにより、一定以下まで火力を低下させることも出来る。

###### 個人装備
軍衣（セリーヌ）
軍士が軍務に就く際の標準服。つなぎ。胸部から腹部、足の内側は青灰色、それ以外は濃紺色で、その境界に所属兵科を示す色の縁取りがある。また、縁取りと同色の飾帯をつける。
左胸に、所属兵科と階級を示す階級章をつける。軍衣自体は位階・兵科に関係なく共通のもので、位階が上がるに従い装飾が増えていく。
気密性が高く、与圧兜と併用することで、簡易宇宙服として使用できる。
かつてアーヴの先祖が使用していた船内作業服を元に、改良を重ねたものである。
生地はドゥニューク氏が管理していたもので、高い気密性を持ち、強靭でありながら柔軟でしなやかな特性を備える。
階級章（レンスィムスィア）
軍衣の左胸につけるワッペン。地色で所属兵科を、また模様の色（金か銀）と、一重または二重の縁取り、星の数で階級を示す。
飾帯（クタレーヴ）
軍衣の上、腰回りに締めるベルト。服を締めるものではなく、銃や手榴弾などの携行装備品をこれに吊すためのものである。所属兵科を示す色のものを着用する。
端末腕環（クリューノ）
左手の甲に着用する、小型の多機能端末。通信や自動翻訳、情報検索や音楽演奏（戦旗）、思考結晶接続といった機能を持つ。
与圧兜（サブート）
いわゆる気密ヘルメット。これに大気瓶を接続し、軍衣を着用した上で与圧手袋・軍靴も着ければ、簡易宇宙服として機能する。
大気瓶は容量が少ないため、簡易宇宙服による宇宙空間での活動時間は極めて短い。
与圧服（ゴネー）
本格的な宇宙服。宇宙空間で、長時間の作業を行うには必須である。収納時はコンパクトになるように、構造が工夫されている。また、与圧が失われた艦内で作業する際にも使用する。
凝集光銃（クラーニュ）
凝集光砲の小型版で、個人で持てるようにしたもの。白兵戦用の拳銃やライフルにも用いられ、出力を落とせば照明としても利用できる。

## 既刊一覧
日本語
イラストは赤井孝美が担当している。
- 『星界の紋章』 早川書房〈ハヤカワ文庫JA〉、全3巻

1. 「帝国の王女」1996年4月15日発行（同年4月11日発売[25]）、ISBN 4-15-030547-1。
2. 「ささやかな戦い」1996年5月15日発行（同年5月11日発売[26]）、ISBN 4-15-030552-8。
3. 「異郷への帰還」1996年6月15日発行（同年6月11日発売[27]）、ISBN 4-15-030555-2。

- 『星界の戦旗』 早川書房〈ハヤカワ文庫JA〉、既刊6巻（2018年9月5日現在）

1. 「絆のかたち」1996年12月15日発行（同年12月11日発売[28]）、ISBN 4-15-030573-0
2. 「守るべきもの」1998年8月31日発行（同年8月19日発売[29]）、ISBN 4-15-030603-6
3. 「家族の食卓」2001年3月15日発行（2001年3月23日発売[30]）、ISBN 4-15-030660-5
4. 「軋む時空」2004年12月25日発行（同年12月21日発売[31]）、ISBN 4-15-030774-1
5. 「宿命の調べ」2013年3月25日発行（同年3月22日発売[32]）、ISBN 978-4-15-031106-3
6. 「帝国の雷鳴」2018年9月15日発行（同年9月5日発売[33]）、ISBN 978-4-15-031341-8

- 『星界の断章』 早川書房〈ハヤカワ文庫JA〉、既刊3巻（2014年3月20日現在）

1. 2005年7月15日発行（同年7月8日発売[34]）、ISBN 4-15-030802-0
2. 2007年3月15日発行（同年3月8日発売[35]）、ISBN 978-4-15-030880-3
3. 2014年3月25日発行（同年3月20日発売[36]）、ISBN 978-4-15-031153-7

関連書誌
- 森岡浩之「星界の紋章・増長日記」『こうしゅうえいせい力技』、谷甲州黙認FC・青年人外協力隊、1996年8月20日、2024年9月22日閲覧。
- 「特集・星界の紋章」『S-Fマガジン』第38巻第2号、株式会社早川書房、1997年2月、122-159頁、doi:10.11501/4411324、全国書誌番号:00000563。
- 『星界の紋章読本』、早川書房編集部、株式会社早川書房、1999年2月28日初版発行、ISBN 4-15-208211-9。
- 『星界の戦旗読本』、早川書房編集部、株式会社早川書房、2001年7月31日初版発行、ISBN 4-15-208359-X。
- 「《星界》シリーズ特集」『S-Fマガジン』第54巻第5号、株式会社早川書房、2013年5月、9-47頁、全国書誌番号:00000563。

## ラジオドラマ
星界の紋章
エフエム大阪が、1998年11月23日から番組『MUSIC CUBE』の内包番組として全9話が放送し、インターネット配信も行った。これは、アニメ版に先立つもので、キャストはオーディションで選ばれ、ジント役に今井由香、ラフィール役に川澄綾子といった配役は、アニメ版でも引き継がれた。2005年には「ニューエディションリメイク版」を放送した。株式会社バップが、1999年のアニメ版の放送に合わせてコンパクト・ディスク化し、全3巻を販売している。
コンパクト・ディスク
- 『星界の紋章 第I章〜帝国の王女〜』、バップ、VPCG-84669、1999年1月21日。
- 『星界の紋章 第II章〜ささやかな戦い〜』、バップ、VPCG-84671、1999年3月25日。
- 『星界の紋章 第III章〜異郷への帰還〜』、バップ、VPCG-84672、1999年4月21日。

星界の戦旗
エフエム大阪が、2000年に番組『MUSIC CUBE』の内包番組としてアニメ版に先駆けて『星界の戦旗』全9話と『星界の戦旗II』全6話を、2005年に番組『FMサウンドシネマ』枠で『星界の戦旗III』全12話を、2006年に番組『イトクボのパーティー・ロード』の内包番組として『星界の戦旗IV』全12話を放送し、インターネット配信も行った。キャストはアニメ版と同じだが、ラジオドラマでは加えて『星界の戦旗III』でスォッシュ役に千々和竜策、『星界の戦旗IV』でベルソート役に真殿光昭、ヴォーニュ役に佐久間紅美、ティン・クイハン役に千々和竜策が起用されている。後に、株式会社バップが星界の戦旗I及び星界の戦旗IIを、サンライズ音楽出版株式会社がGUNBOYレーベルで星界の戦旗IIIをコンパクト・ディスク化し販売した。『星界の戦旗IV』はコンパクト・ディスク化されず、株式会社バンダイナムコアーツが販売した『星界 Complete Blu-ray BOX』に収録された。
コンパクト・ディスク
- 『星界の戦旗 ラジオドラマ 第I章〜幻炎艦隊〜』、バップ、VPCG-84697、2000年3月20日。
- 『星界の戦旗 ラジオドラマ 第II章〜戦場〜』、バップ、VPCG-84698、2000年4月21日。
- 『星界の戦旗 ラジオドラマ 第III章〜絆のかたち〜』、バップ、VPCG-84699、2000年5月24日。
- 『星界の戦旗II ラジオドラマ 第I章〜流刑の星〜』、バップ、VPCG-84705、2000年7月21日。
- 『星界の戦旗II ラジオドラマ 第II章〜守るべきもの〜』、バップ、VPCG-84706、2000年8月23日。
- 『星界の戦旗III ラジオドラマCD 第I章〜帰郷〜』、GUNBOY、GBCL-2001、2005年4月22日。
- 『星界の戦旗III ラジオドラマCD 第II章〜再会〜』、GUNBOY、GBCL-2002、2005年5月27日。
- 『星界の戦旗III ラジオドラマCD 第III章〜家族の食卓〜』、GUNBOY、GBCL-2003、2005年6月24日。

星界の断章
エフエム大阪が「祝福」を、2005年9月3日に番組『FMサウンドシネマ』枠で放送した。また、2006年には「祝福」に、録り下ろした「接触」、「原罪」、「併呑」及び「童友」と、ドラマCDとして発表済みの5話を加えた計10話を、番組『イトクボのパーティー・ロード』の内包番組として放送した。『原罪』は、同年死去した鈴置洋孝の遺作の一つとなった。
コンパクト・ディスク
- 『星界の断章オーディオドラマCDブック with 星界の紋章&星界の戦旗』株式会社エムディエヌコーポレーション、2003年11月。ISBN 978-4-8443-6190-9。全国書誌番号:21906874。「接触」、「原罪」、「併呑」及び「童友」の4話を収録。

## アニメ
『星界の紋章』はWOWOWにて1999年1月から3月まで放送された。『星界の戦旗』はWOWOWにて第1シリーズが2000年4月から7月まで、第2シリーズ（『星界の戦旗II』）が2001年7月から9月まで放送され、第3シリーズ（『星界の戦旗III』）がOVAとして2005年8月から9月にかけて発売された。『星界の断章 -誕生-』はWOWOWにて2000年4月に放送された。

## コミック
日本語
株式会社メディアワークスが、小野敏洋の作画で1998年から『星界の紋章』を、2000年から『星界の戦旗I』を、宮越和草の作画で『星界の戦旗II』を『コミック電撃大王』に連載し、2000年から2002年に単行本化した。また、株式会社ジー・モードが、『星界の紋章』を2012年から米村孝一郎の作画によるウェブコミックとしてCOMICメテオで配信、2013年から2021年にかけて単行本化した。
- 『星界の紋章』小野敏洋、株式会社メディアワークス〈電撃コミックス〉、2000年4月15日。ISBN 4-8402-1472-7。
- 「星界の断笑(?) フェブダーシュ家臣(メイド)隊」『星界の戦旗読本』ラッシャーヴェラク、株式会社早川書房、2001年7月20日。ISBN 4-15-208359-X。全国書誌番号:20195087。
- 『星界の戦旗 絆のかたち』小野敏洋、株式会社メディアワークス〈電撃コミックス〉、2001年11月15日。ISBN 4-8402-1983-4。
- 『星界の戦旗II 守るべきもの』宮越和草、株式会社メディアワークス〈電撃コミックス〉、2002年7月27日。ISBN 4-8402-2168-5。
- 『星界の紋章』 1巻、米村孝一郎、株式会社ほるぷ出版〈METEOR COMICS〉、2013年5月。ISBN 978-4-593-85732-6。全国書誌番号:22239635。
- 『星界の紋章』 2巻、米村孝一郎、株式会社ほるぷ出版〈METEOR COMICS〉、2014年4月。ISBN 978-4-593-85778-4。全国書誌番号:22398349。
- 『星界の紋章』 3巻、米村孝一郎、株式会社ほるぷ出版〈METEOR COMICS〉、2015年7月。ISBN 978-4-593-85811-8。全国書誌番号:22593487。
- 『星界の紋章』 4巻、米村孝一郎、株式会社ほるぷ出版〈METEOR COMICS〉、2016年8月。ISBN 978-4-593-85840-8。全国書誌番号:22771618。
- 『星界の紋章』 5巻、米村孝一郎、株式会社ほるぷ出版〈METEOR COMICS〉、2017年10月。ISBN 978-4-593-85872-9。全国書誌番号:22956028。
- 『星界の紋章』 6巻、米村孝一郎、フレックスコミックス株式会社〈メテオCOMICS〉、2018年12月。ISBN 978-4-86675-039-2。全国書誌番号:23152609。
- 『星界の紋章』 7巻、米村孝一郎、フレックスコミックス株式会社〈メテオCOMICS〉、2019年12月。ISBN 978-4-86675-086-6。全国書誌番号:23318364。
- 『星界の紋章』 8巻、米村孝一郎、フレックスコミックス株式会社〈メテオCOMICS〉、2021年4月。ISBN 978-4-86675-142-9。全国書誌番号:23517264。

## ゲーム
星界の紋章
- 星界の紋章 - 1999年9月から（読者参加ゲーム、ゲームぎゃざ、ホビージャパン）[55]
- 星界の紋章 - 2000年5月25日（プレイステーション、バンダイビジュアル）

関連書誌
- 『ザ・プレイステーション』第6巻第18号、ソフトバンクパブリッシング株式会社、2000年6月2日、全国書誌番号:00103852。特集記事掲載。
- 『電撃プレイステーション』第6巻第14号、株式会社メディアワークス、2000年6月23日。体験版付録。
- 『星界の紋章公式攻略ガイド』赤井孝美，江田恵一，水守恵子、株式会社メディアワークス〈電撃攻略王〉、2000年6月20日。ISBN 4-8402-1554-5。全国書誌番号:20073050。
- 『プレイステーション 星界の紋章ひみつブック』有限会社ナインライブス、2000年12月29日。

星界の戦旗
- 星界の戦旗 - 2003年9月26日（Windows 98SE/Me/2000/XP、ガイナックス）
- 星界の戦旗 特別版 - 2004年4月8日（Windows 98SE/Me/2000/XP、ガイナックス）
- 星界の戦旗 - 2005年4月21日（PlayStation 2、サイバーフロント）

関連書誌
- 『星界の戦旗完全作戦マニュアル』コンプティーク編集部、株式会社角川書店〈Kadokawa game collection〉、2003年11月10日。ISBN 4-04-707133-1。全国書誌番号:20498487。

## ドラマCD
星界の断章
「誕生」及び「君臨」を、株式会社バップが2001年8月に発売した。また、サンライズ音楽出版株式会社がGUNBOYレーベルで2005年12月に発売した『星界の戦旗 CD-BOX』に「球技」を、2006年2月に発売した『星界の戦旗II CD-BOX』に「童戯」を、2006年4月に発売した『星界の戦旗III CD-BOX』に「嫉妬」を、株式会社バンダイナムコアーツが2019年12月に発売した『星界 Complete Blu-ray BOX』A-on STORE限定特典に「離合」を、録り下ろしの新作として収録した。
- 『星界の断章I 〜誕生/君臨〜』、バップ、VPCG-84721、2001年8月22日。「誕生」及び「君臨」の2話を収録。

## 脚註

### 註釈
1. ↑  谷甲州黙認FCとは谷甲州黙認ファンクラブの略である[7]。
2. ↑  『こうしゅうえいせい』は、谷甲州黙認FC[注 1]・青年人外協力隊が発行する会報誌である[7]。
3. ↑   FCGとはFan Circle Groupの略である[10]。
4. ↑  『帝都情報局1』は、FCG[注 3]「アーヴによる人類帝国」が発行した同人誌である。
5. ↑  初代フェブダーシュ男爵の息子であるアトスリュア・スューヌ＝アトス・フェブダーシュ前男爵・スルーフや、初代ハイド伯爵の息子であるリン・スューヌ＝ロク・ハイド伯爵・ジントのように、叙爵される前に産まれた子供に限っては、生物学的なアーヴでなくても爵位を継承できる。
6. ↑  それゆえ、ヨーロッパでは複数の領地を持つ貴族が複数の爵位を持つ場合もあるが、アーヴにおいては複数の領地を持つがゆえに複数の爵位を持つのは皇帝のみである。
7. ↑  ただし、これは書類上のことであり、皇帝自身が「アブリアル伯爵」以外の爵位を認識することはほとんどない。
8. ↑  ただし、領地である星系が敵軍に占領されるなど何らかの事情で収入がない場合は、星界軍から年金が支給される。
9. ↑  地上世界出身者で帝国宰相を務めたシドリュアは、在任中は領地を持たない帝国公爵であった。
10. ↑  フェブダーシュ男爵・クロワールの祖母は一領民であったが、従士から翔士、さらに技術元帥・艦政本部長官に出世、所領を賜り正式の男爵となった。
11. ↑  急逝した帝国宰相シドリュアは、引退後は領地をもらう予定であった。
12. ↑  帝国編入と引き換えに皇太子ドゥサーニュに自らが貴族となることを認めさせた。
13. ↑  同項目におけるクレジットは森岡浩之 監修・早川書房編集部 編・協力 巳村遼。
14. ↑  ラフィールは彼らに対して宇宙船を貸与してもらえるよう、皇帝陛下に願い出ると約束したが、宇宙船の貸与は慣習的に士族以上の身分の者にしか認められていない（ラフィール自身も、正確な認識ではなかった）ので、約束を守るために士族に取り立てた。
15. ↑  レトパーニュ大公国のように1つの邦国に複数の有人惑星が存在する場合、個々の惑星ごとに領民政府が設置される。
16. ↑  星系間の航行が可能な宇宙船の私有は、アーヴであっても認められておらず、帝国商船団所有のものを乗員ごと借り受ける形である。
17. ↑  ゴースロスには防御および近接戦用に可動凝集光砲と可動反陽子砲が装備されていたが、可動反陽子砲は威力と連射性が中途半端らしく、後述する襲撃艦では可動凝集光砲のみに統一された。
18. ↑  艦種を全て巡察艦にすべきであるという考えを持つ「巡察艦信奉者」ともいうべき存在がいる。
19. ↑  『星界の戦旗III』のアニメ版はOVAとして製作されたが、発売に先立ちキッズステーションで2005年8月6日から放送されている[51]。
20. ↑  『星界の紋章』の単行本化にあたって、連載時より多くの加筆が加えられた[54]。